# Gordon L. Rottman
Gordon L. Rottman (geb. 24. Februar 1947) ist ein US-amerikanischer Autor. Er verfasst hauptsächlich militärgeschichtliche Sachbücher.
Rottman begann 1967 eine Unteroffizierslaufbahn bei den United States Army Special Forces. Er wurde zunächst als Waffenspezialist ausgebildet und nahm mit der 5th Special Forces Group 1969 bis 1970 am Vietnamkrieg teil. 1974 wechselte er in die Texas Army National Guard, wo er als Operations Sergeant diente. Seit 1986 war er Teilzeitreservist in der United States Army Reserve, wo er Trainingsszenarien erarbeitete. Diese Tätigkeit führte er später als Selbständiger für das Joint Readiness Training Center in Fort Polk fort.
Rottman schreibt seit 1984 – zunächst nebenberuflich – militärhistorische Bücher, hauptsächlich für den Verlag Osprey Publishing.

## Publikationen
- The AK-47: Kalashnikov-series assault rifles. Osprey Publishing, Oxford 2011, ISBN 978-1-84908-461-1 (englisch).
- Japanese Army in World War II: conquest of the Pacific 1941–42 (= Battle Orders. Nr. 9). Osprey Publishing, Oxford 2005, ISBN 1-84176-789-1 (englisch).
- German combat equipments 1939-1945 (= Men-at-Arms. Band 234). Osprey Publishing, London 1991, ISBN 0-85045-952-4 (englisch).